# NGC 825
NGC 825 is een spiraalvormig sterrenstelsel in het sterrenbeeld Walvis. Het hemelobject werd op 18 november 1863 ontdekt door de Duitse astronoom Albert Marth.

## Synoniemen
- PGC 8173
- UGC 1636
- MCG 1-6-45
- ZWG 413.46
- KCPG 56B